# Matthew Sweet
Matthew Sweet, född 6 oktober 1964 i Lincoln, Nebraska, är en amerikansk sångare, gitarrist och låtskrivare. Han musik brukar kategoriseras som powerpop och alternativ rock. Matthew Sweet albumdebuterade 1986, men genombrottet hos den amerikanska publiken och musikkritikerna dröjde till 1991 då han släppte albumet Girlfriend. Sin största kommersiella framgång fick han med albumet 100% Fun 1995 som innehöll den mindre hitsingeln "Sick of Myself".
Han har vid flera tillfällen samarbetat med Susanna Hoffs från The Bangles.

## Diskografi
Soloalbum
- Inside (1986)
- Earth (1989)
- Girlfriend (1991)
- Altered Beast (1993)
- 100% Fun (1995)
- Blue Sky on Mars (1997)
- In Reverse (1999)
- Time Capsule: Best of 90/00 (2000)
- To Understand: The Early Recordings of Matthew Sweet (2002)
- Kimi Ga Suki (2003)
- Living Things (2004)
- Sunshine Lies (2008)
- Modern Art (2011)

Album med Oh-OK
- Furthermore What (1983)
- The Complete Recordings (2002)

Album tillsammans med Susanna Hoffs
- Under the Covers, Vol. 1 (2006)
- Under the Covers, Vol. 2 (2009)
- Under the Covers, Vol. 3 (2013)

Annat
- The Thorns (The Thorns; Matthew Sweet, Pete Droge och Shawn Mullins) (2003)